# خیابان خوراکی‌ها

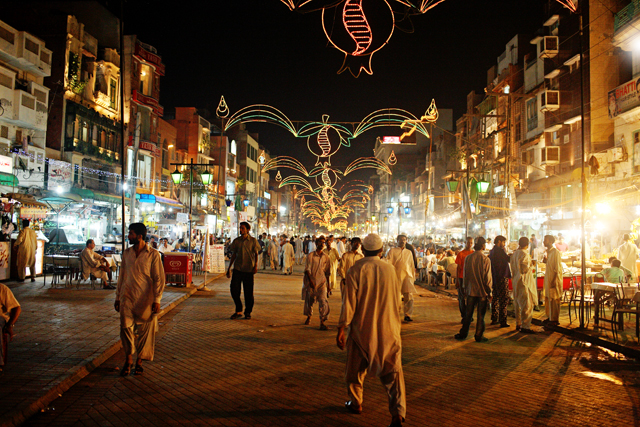
خیابان مواد غذایی انارکالی در لاهور پاکستان.

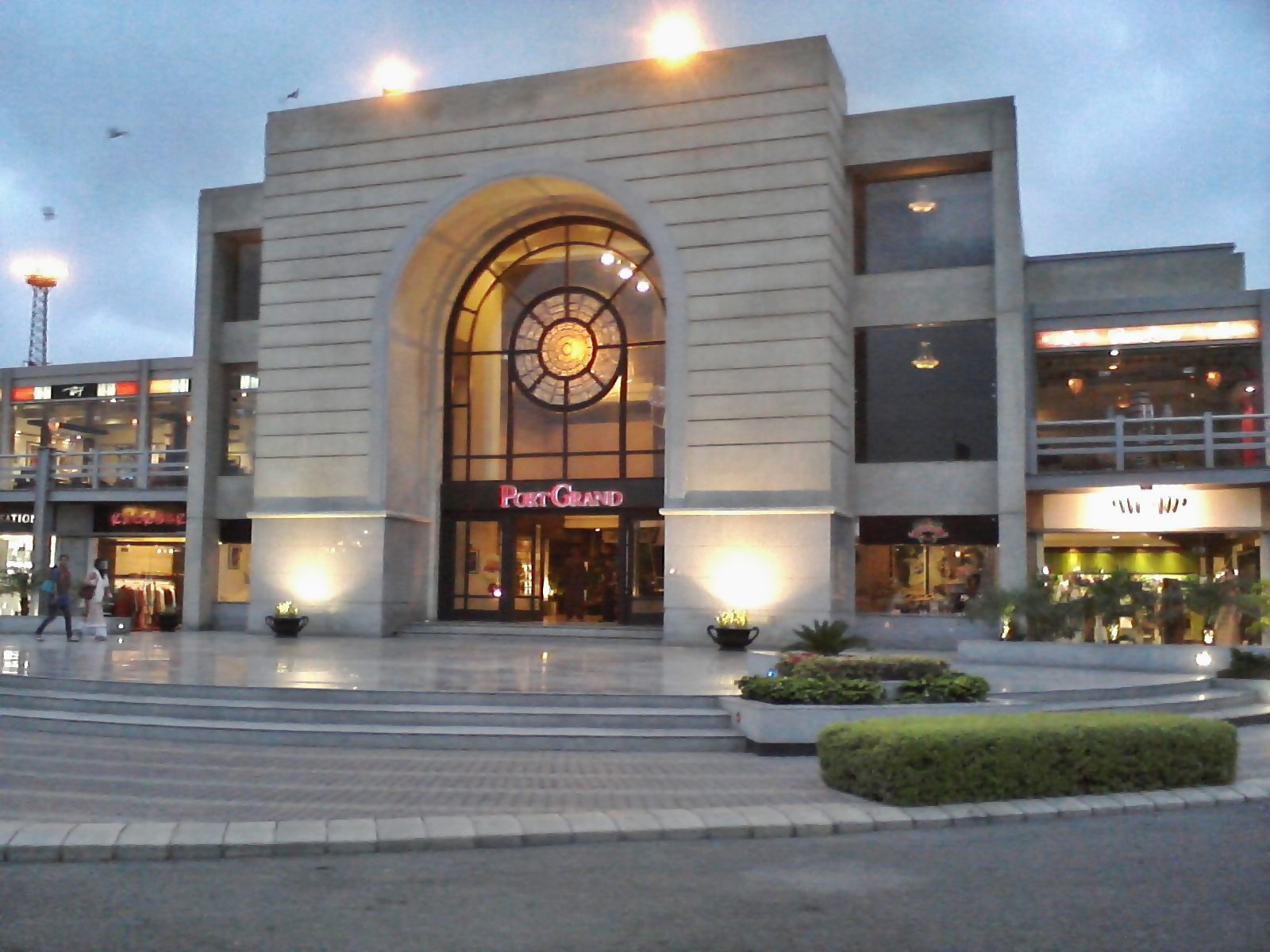
مجتمع غذایی و سرگرمی Port Grand در کراچی پاکستان.

در پاکستان عبارت خیابان خوراکی‌ها یا خیابان غذا (food street) یه خیابانهایی گفته می‌شود که عمدتاً برای غذا خوردن مورد استفاده قرار می‌گیرند. خیابان خیابان خوراکی‌ها انباشته از صف با دکه مواد غذایی رستوران‌ها و فروشگاه‌های مواد غذایی و به‌طور معمول pedestrianized. غذا خیابان‌ها و پارک‌ها وجود دارد در چند شهری شهرهای کشور و حضور آنها را تبدیل به یک هنجار اجتماعی با مردم با استفاده از آنها به عنوان هر دو رسمی و غیررسمی مناطق جلسه.
نخستین خیابان خوراکی‌ها در پاکستان خیابان گاوالماندی در لاهور بود. موارد بعدی در اسلام‌آباد و کراچی و پیشاور ایجاد شدند.